# Maybe (Toni Braxton)
Singles de Toni Braxton
Spanish Guitar
(2000) Snowflakes of Love
(2001)
Maybe est une chanson de la chanteuse Toni Braxton, sortie en 2001. La chanson est le 4e single et dernier extrait de l'album The Heat. Elle est écrite par Toni Braxton, Keith Crouch, Samuel Gause, Mechalie Jamison, John Smith et composée par Keith Crouch.

## Composition
"Maybe" est une chanson R&B aux sonorités hip-hop, qui parle de désirs envers son petit-ami.

## Performance commerciale
La chanson atteint la 11e place du Hot Dance Club Songs.

## Vidéoclip
La courte vidéo musicale de ce titre, est dirigée par Chris Robinson. Elle y retransmet Toni, sortant de la soirée des Grammy Awards, habillé d'une sublime robe blanche, rentrant chez elle, puis espionnée par son voisin, qui la regarde en train de se déshabillée. Toni Braxton Maybe vidéo officielle sur Youtube

## Pistes et formats
Promo CD single
1. "Maybe" (Radio Edit) – 3:59
2. "Maybe" (Instrumental) – 4:40

Promo Vinyl
1. "Maybe (HQ² Club Mix)" – 8:30
2. "Maybe (HQ² Radio Edit)" – 3:33
3. "Maybe (Dynamix NYC Club Mix) – 8:07

## Classement hebdomadaire
| Chart (2001)                         | Peak position |
| ------------------------------------ | ------------- |
| U.S. Billboard Hot R&B/Hip-Hop Songs | 74            |
| U.S. Billboard Hot Dance Club Play   | 11            |